# フローリスツ・フラワー
フローリスツ・フラワー（Florists' Flower）は、ベルギー及びイギリスで17世紀から19世紀末にかけてフローリスト（園芸愛好家）によって栽培、育種された園芸植物の総称。
およそ11種類あり、現在の西洋園芸植物の元になっているものが多く、花型等が受け継がれているものもあるが、当時の品種はほとんど残っていないことが多い。日本の古典園芸植物と比較される。

## 概説
16世紀、ネーデルラント地方（現在のオランダ及びベルギー）で経済が発展、市民階級が勃興して、文化芸術が盛んになった。植物の栽培もその一つで、商工業者によって様々な植物が作られたのがその始まりである。彼らは盛んに交配、育種を行ない、新品種の作出にも熱心であった。これら園芸愛好家をフローリストという。またフローリストが集まって結社をなすようになり、これをフローリスツ・ソサエティと呼ぶ。1562年から1598年にかけてフランスでユグノー戦争が勃発し、ネーテルラントの新教徒たちも迫害を受けたので、彼らの多くがイギリスに移住し、毛織物職人等として定着したが、同時に園芸もよくした。この際にオーリキュラなど、いくつかの植物も携えて来たといわれる。その後ベルギーに残存したフローリストやイギリスのフローリストも、ますます園芸に力を入れた。イギリスでは特に国力の増大と共に社会が安定し、園芸の興隆期を迎える。
17世紀から18世紀には、まだバラの育種もそれほど進んでおらず、フローリスト達によるチューリップ、カーネーション、オーリキュラ（en:Primula_auricula）、ラナンキュラス、ヒヤシンス等が、当時の先端をゆく園芸植物であった。更にゴールドレースド・ポリアンサス、ピンクが加わり、18世紀後半から19世紀にはすべての植物で「レース」（細い覆輪）のある整形花が好まれ、その理想像に向けて盛んに育種が行なわれた。彼らは花の時期になると展示会を催し、新花の品評を競い合い、優良な新花は高価に取引された。ただ品評会そのものは質素なもので、一等でも賞品は銅製の薬缶程度であった。しかし展示には工夫が凝らされ、「ステージ」または「シアター」と呼ばれる展示台に美しく陳列されることが多く、見る人の目を奪った。また品種は代々一子相伝で伝えられることが多かったという。
イギリスで産業革命が進行すると、次第に社会構造が大きく変化し、フローリスト達の本業であった毛織物工業も大きな変化を余儀なくされた。同時にそれは園芸に関わる余裕をフローリスト達から奪う結果となっていった。また大規模な園芸商の興隆や、新大陸やアジア等世界各地から次々と新たな植物が到来し、19世紀末頃にはフローリスツ・フラワーは次第に過去の花となっていった。その中でもパンジーやダリア、キクなどの育種が行なわれていたが、カーネーションやヒアシンス、チューリップなども含め、華美な生産園芸的品種に次第に取って代わられるなど、わずかにオーリキュラが細々と伝えられる程度にまで衰退した。現在でもフローリスツ・フラワーの内、盛んであるのはオーリキュラのみであり、チューリップやカーネーション、ピンクで往時の品種がいくつか知られている。しかし、フローリスツ・フラワーが西欧園芸において果たした役割は非常に重要である。
なお、チューリップやヒヤシンス、アネモネ、ラナンキュラスはもともとオスマン帝国で栽培、改良されたものが伝わって発展したものであり、キクは日本の古典園芸植物である和菊がもたらされて発展した。オーリキュラはアルプスなどの高山、ポリアンサスはイギリス、カーネーションはフランス、ピンクは中央ヨーロッパの山岳地帯、ダリアはメキシコからもたらされた。

## 種類
- カーネーション
- チューリップ
- オーリキュラ （サクラソウの一種）
- ゴールドレースド・ポリアンサス （サクラソウの一種）
- ヒアシンス
- アネモネ
- ピンク（ナデシコ）
- ラナンキュラス
- パンジー
- ダリア
- キク